# François Duchesneau
François Duchesneau (né en 1943) est un philosophe, professeur et chercheur québécois, spécialisé en philosophie des sciences.

## Biographie
Agrégé de philosophie et docteur ès lettres et sciences humaines de l’Université Paris I, François Duchesneau est professeur à l’Université d’Ottawa de 1971 à 1979, puis à l’Université de Montréal, dont il est professeur émérite. Dans cet établissement, il est directeur du Département de philosophie, vice-doyen de la Faculté des arts et des sciences et vice-recteur à la planification et aux relations internationales.
Membre de la Société royale du Canada depuis 1984, il reçoit le prix André-Laurendeau des sciences humaines de l’ACFAS en 1992, ainsi qu’une bourse (1995) et un prix Killam (2003) du Conseil des arts du Canada. Il est actif dans plusieurs organismes savants : Conseil de recherches en sciences humaines du Canada ; Conseil consultatif national sur la science et la technologie ; Société canadienne d’histoire et de philosophie des sciences ; Association canadienne de philosophie ; Fédération canadienne des études humaines ; Centre interuniversitaire de recherche sur la science et la technologie.
Ses travaux de recherche ont porté sur l’histoire de la philosophie moderne et sur l’histoire et la philosophie des sciences. Il s'est particulièrement intéressé à l’empirisme de Locke, à la philosophie de Leibniz, à la genèse des sciences de la vie dans le contexte de la Révolution scientifique, à la physiologie des Lumières et à la genèse de la théorie cellulaire aux XIXe et XXe siècles.

## Publications

### Livres
- L'empirisme de Locke, La Haye, M. Nijhoff, coll. « Archives internationales d'histoire des idées », no 57, 1973, xv/261 p.
- Genèse de la théorie cellulaire, Montréal et Paris, Bellarmin et Vrin, coll. « Analytiques », no 1, 1987, 388 p. Ill.  (ISBN 2890076466)  (ISBN 2711694275)
- Leibniz et la méthode de la science, Paris, Presses universitaires de France, coll. « L’interrogation philosophique », 1993, vi/413 p.  (ISBN 2-13-045042-3)
- La dynamique de Leibniz, Paris, Vrin, coll. « Mathesis », 1994, 368 p.  (ISBN 2-7116-1170-1)
- Philosophie de la biologie, Paris, Presses universitaires de France, coll. « Sciences, modernités, philosophies », 1997, xiv/437 p.  (ISBN 2-13-048304-6)
- Les modèles du vivant de Descartes à Leibniz, Paris, Vrin, coll. « Mathesis », 1998, 402 p. Ill.  (ISBN 2-7116-1336-4)
- Leibniz : le vivant et l'organisme, Paris, Vrin, coll. « Mathesis », 2010, 348 p. Ill.  (ISBN 978-2-7116-2249-8)
- La physiologie des Lumières. Empirisme, modèles et théories, Paris, Classiques Garnier, coll. « Histoire et philosophie des sciences », no 5, 2012, 739 p.  (ISBN 978-2-8124-0783-3)

### Ouvrages collectifs
- Kant actuel. Essais en hommage à Pierre Laberge, Montréal et Paris, Bellarmin et Vrin, coll. « Analytiques », 2000, 303 p. Avec Guy Lafrance et Claude Piché.  (ISBN 2-89007-909-0)  (ISBN 2-711682-98-6)
- Leibniz selon les Nouveaux essais sur l’entendement humain, Montréal et Paris, Bellarmin et Vrin, coll. « Analytiques », no 16, 2006, 352 p. Avec Jérémie Griard.  (ISBN 978-2-89007-964-9)  (ISBN 978-2-7116-8349-9)  (ISBN 2-89007-964-3)  (ISBN 2-7116-8349-4)
- Claude Bernard : la méthode de la physiologie, Paris, Rue d’Ulm, coll. « Les rencontres de Normale Sup' », 2013, 161 p.. Avec Jean-Jacques Kupiec et Michel Morange.  (ISBN 9782728804948)

### Articles et chapitres de livres
- « Physiological Mechanism from Boerhaave to Haller », Man and Nature/L’homme et la nature (Canadian Society for Eighteenth-Century Studies/Société canadienne d’étude du dix-huitième siècle), no 1, 1982, p. 209-218.  (ISBN 0-920354-14-9)
- « La physiologie des Lumières », Man and Nature/L’homme et la nature (Canadian Society for Eighteenth-Century Studies/Société canadienne d’étude du dix-huitième siècle), no 2, 1984, p. 139-156  (ISSN 0824-3298)  (ISBN 0-920980-36-8)
- « La physiologie mécaniste de Hoffmann », Dix-huitième siècle, no 23, 1991, p. 9-22.  (ISBN 2-13-044268-4)
- « Diderot et la physiologie de la sensibilité », Dix-huitième siècle, no 31, 1999, p. 195-216.  (ISSN 0070-6760)  (ISBN 2-13-050743-3)
- « Nicolas de Béguelin et les fondements d’une philosophie de la nature », Philosophiques, vol. 42, no 1, printemps 2015, p. 89-105.
- « Diderot et le couple leibnizien monade et corps organique », dans Christian Leduc, François Pépin, Anne-Lise Rey et Mitia Rioux-Beaulne (sous la dir. de), Leibniz et Diderot. Rencontres et transformations, Montréal, Presses de l’Université de Montréal et Vrin, coll. « Analytiques », no 20, 2015, p. 193-209.  (ISBN 978-2-7606-3544-9)  (ISBN 978-2-7116-8400-7)
- « L’ordre naturel selon Needham. Métaphysique et philosophie expérimentale », dans Pierre Girard, Christian Leduc et Mitia Rioux-Beaulne (sous la dir. de), Les métaphysiques des Lumières, Paris, Classiques Garnier, coll. « Constitution de la modernité », no 4, 2016.  (ISBN 978-2-406-06217-2)
- « La Mettrie et les paradigmes de la physiologie », dans Adrien Paschoud et François Pépin (sous la dir. de), La Mettrie. Philosophie, science et art d’écrire, Paris, Éditions Matériologiques, coll. « Histoire du matérialisme », 2017.

## Distinctions
- 1984 - Membre de la Société royale du Canada
- 1992 - Prix André-Laurendeau de l’ACFAS[2]
- 1995 - Bourse Killam
- 2003 - Prix Izaak-Walton-Killam pour les sciences humaines